# Ceuthophilus maculatus
Ceuthophilus maculatus är en insektsart som först beskrevs av Harris, T.W. 1835.  Ceuthophilus maculatus ingår i släktet Ceuthophilus och familjen grottvårtbitare. Inga underarter finns listade i Catalogue of Life.